# Castello di Scaletta Zanclea
Il castello di Scaletta Zanclea, o Castello Rufo Ruffo, domina da un colle l'omonimo borgo medievale, nel comune di Scaletta Zanclea (città metropolitana di Messina). Eretto nel 1220 per ordine dell'imperatore Federico II di Svevia come strumento di difesa e dimora signorile, venne da lui concesso in custodia a Matteo Selvaggio, avo della baronessa Macalda che vi nacque intorno al 1240. In seguito, varie casate che si avvicendarono nella proprietà. Nel 1969 il principe della Scaletta Sigerio Ruffo lo donò al comune del paese che lo ristrutturò rendendolo visitabile.